# Liste d'œuvres musicales évoquant le cri d'un animal
Cet article traite des œuvres musicales évoquant le son produit par un animal. Cette évocation peut être intentionnelle de la part du compositeur ou consacrée par l'analyse des musicologues. Dans la mesure du possible le caractère intentionnel ou non est précisé dans le texte.
Cette liste peut être utilisée lorsque, par exemple, on cherche un extrait musical rappelant un bruit d'animal, telle l’impression de caquètement que provoque le deuxième thème du premier mouvement de la symphonie no 83 de Josef Haydn, rappelant ainsi à l'auditeur le mouvement de tête caractéristique de la poule.
Cet article vient en complément de l'article Liste d'œuvres musicales dont le titre contient le nom d'un animal.
- Haut – A
- B
- C
- D
- E
- F
- G
- H
- I
- J
- K
- L
- M
- N
- O
- P
- Q
- R
- S
- T
- U
- V
- W
- X
- Y
- Z

## A
- Abeille
  - Les Abeilles, pièce pour clavecin no 9 du 1er ordre du 1er livre de François Couperin.
  - Die Biene (L'Abeille), perpetuum mobile pour violon et piano de Franz Anton Schubert.
- Aigle
  - Auf starkem fittische schwinget sich der Adler stolz (De son aile puissante, l'aigle s'élance fièrement), Air (Gabriel) no 16 dans La Création de Joseph Haydn[Note 1].
- Alouette
  - die Lärchen (l'Alouette), Quatuor à cordes op. 64 no 5 de Joseph Haydn.
  - Le Chant de l'alouette, de Clément Janequin.
  - La Chanson de l'alouette pour ténor (texte de V. de Laprade), in « Mélodies » Op.17,  d'Édouard Lalo.
  - Le Chant de l'Alouette, op. 39, no. 22, de Piotr Ilitch Tchaïkovski.
  - L' Envol de l'alouette, pièce pour violon et orchestre, de Ralph Vaughan Williams.
- Âne
  - Le Petit âne blanc, pièce du recueil Histoires de Jacques Ibert.
- Animaux
  - Contrapunto Bestiale alle Mente ou Festino nella sera del giovedì grasso, Op. 18 de Adriano Banchieri (1568 -1634).
  - Sonata representativa C 146, série d’imitations de chants d’oiseaux et de cris d’animaux, tel que le rossignol (mesure 38), le coucou (m. 64), la grenouille (m. 95), le coq et la poule (m. 113), la caille (m. 135) et le chat (m. 145) de Heinrich Biber.
  - Gli Animali parlanti (Les Animaux parlants), poème héroï-comique en 26 chants, avec les personnages des « Fables » d'Ésope, qui inspira Bianchieri, de Giovanni Battista Casti.
  - Imitation de cri d'animaux dans le duo final de l'« aliénation mentale et musicale » Le Myosotis, livret d'Amédée de Noé et William Busnach, musique de Charles Lecocq, 1866.
  - Ce que me content les animaux de la forêt dans la Symphonie no 3 de Gustav Mahler.
  - Cris de Maurice Ohana.
  - Les animaux modèles, musique de ballet de Francis Poulenc.
  - Le Carnaval des animaux de Camille Saint-Saëns.
  - L' Amfiparnaso, qui inspira la Commedia dell'arte, d'Orazio Vecchi.
- Araignée
  - Spiders de Paul Patterson.

## B
- Bourdon
  - Le Vol du bourdon, interlude de l'opéra Le Conte du tsar Saltan de Nikolaï Rimski-Korsakov.
- Bœufs
  - second mouvement (évocation instrumentale des basses) dans la Symphonie pastorale de Ludwig van Beethoven.
  - Gleichöffnet sich der Erde Schoss (Alors le sein de la terre s'ouvrit) : brebis et bœufs évoqués par le brusque changement d'atmosphère du presto à l'andante champêtre dans La Création de Joseph Haydn.
  - Bydło dans les Tableaux d'une exposition de Modeste Moussorgski.

## C
- Canard
  - Le hautbois dans Pierre et le Loup, conte musical de Sergueï Prokofiev.
- Canari
  - Les Canaris, pièce pour clavecin no 8 du 2e ordre du 1er livre de François Couperin.
- Carpe
  - La Carpe, sur un poème de Guillaume Apollinaire, pièce du recueil Le Bestiaire de Francis Poulenc.
- Cerf
  - Gleichöffnet sich der Erde Schoss (Alors le sein de la terre s'ouvrit) : de grands bonds majestueux du cerf dans la forêt figurés par les cordes à 6/8, mesures 19 à 25 du récitatif no 21 dans La Création de Joseph Haydn.
  - Wie der Hirsch schreit nach frischem Wasser, op. 42, de Felix Mendelssohn.
- Chardonneret
  - Il Gardellino, concerto pour flûte, op. 10, no 3 d'Antonio Vivaldi.
  - Le chardonneret dans L'Eté des Quatre Saisons d'Antonio Vivaldi.
- Chat
  - Duo des chats (Duetto buffo di due gatti) attribué à Gioachino Rossini en réalité, du compositeur anglais Robert Lucas de Pearsall, sous le pseudonyme de G. Berthold.
  - Le chat symbolisé par la clarinette dans Pierre et le Loup de Sergueï Prokofiev.
  - Duo miaulé par Les chats dans L'Enfant et les Sortilèges de Maurice Ravel.
  - La chatte dans L'Enfant et les Sortilèges de Maurice Ravel.
  - Le Chat, sur un poème de Baudelaire (1938), mélodie d'Henri Sauguet.
- Chauve-souris
  - dans L'Enfant et les Sortilèges de Maurice Ravel.
- Cheval
  - Gleichöffnet sich der Erde Schoss (Alors le sein de la terre s'ouvrit) : le trot affirmé en notes piquées du cheval entre les mesures 28 et 33, p. 4 dans le no 21 de la seconde partie de La Création de Joseph Haydn.
  - La course de chevaux sauvages de Mazeppa in « Intégrale des poèmes symphoniques » de Franz Liszt.
  - Promenade musicale en traîneau, avec grelots et hennissements de cheval de Leopold Mozart.
  -  Der Erlkönig : le piano évoque le galop d'un cheval, lied op. 1, D 328 de Franz Schubert.
- Chèvre
  - Danse de la chèvre pour flûte seule d'Arthur Honegger.
- Chien
  - Sinfonia di caccia (Symphonie de chasse), avec aboiement de chiens, de Leopold Mozart.
  - dans Le Printemps des Quatre Saisons d'Antonio Vivaldi.
- Cigale
  - La Cigale, sur un poème de Leconte de Lisle, mélodie d'Ernest Chausson.
- Colibri
  - Le Colibri, sur un poème de Leconte de Lisle, mélodie d'Ernest Chausson.
- Colombe
  - La Petite Colombe, de Leoš Janáček.
  - Cucurrucucú paloma, chanson de huapango, de Tomás Méndez.
  - La Colombe dans Gli Uccelli (Les Oiseaux), suite pour petit orchestre d'Ottorino Respighi.
- Coucou
  - Summer is icumen, chant anonyme du Moyen Âge.
  - Talent m’est pris de chanter comme le coucou [Anonyme], chace médiévale de 21 mesures, dont il existe plusieurs versions, dont celle du Codex d'Ivrea[2].
  - Ouverture de l'opéra King Arthur (1770) de Thomas Augustine Arne
  - The Cuckoo (de "As you like it") (1740) de Thomas Augustine Arne[3].
  - Symphonie pastorale de Ludwig van Beethoven[Note 2].
  - Sonata representativa C 146, imitation du chant du coucou (mesure 64), de Heinrich Biber.
  - Ablösung op. 4 (Zwei Lieder für 1 Singstimme mit Pianofortebegleitung) de E. Brandmüller.
  - Le joyeux coucou (Edmund Spenser) dans la « Symphonie du Printemps » (Spring Symphony op. 44) de Benjamin Britten.
  - Cucu, cucu, cucu, cu..., « coucou, coucou... » d'Henri Collet pour chœur mixte a cappella extrait no 12 de « Quatorze Chants espagnols du XVe siècle » paroles de Juan del Encina.
  - Le Coucou de Louis-Claude Daquin.
  - On hearing the first Cuckoo de Frederick Delius.
  - Caprice sur le chant du coucou de Girolamo Frescobaldi.
  - Capriccio sopra « Cucu », pour orgue de Johann Kaspar Kerll .
  - Her Guguk und Frau Nachtigall, 1885, voice and piano], « Zwölf Kinderlieder mit Pianoforte », no 4, Riga, de Johanna von Hahn.
  - Chant du coucou, coucou et rossignol dans l'œuvre de Gustav Mahler :
    - Ce que me conte le Coucou dans la « Symphonie no 3 », 
    - Lob der hohes Verstandes, « Éloge de la Haute sagesse » dans « Des Knaben Wunderhorn », thème de la joute entre le coucou et le rossignol,
    - Ablösung im Sommer, lied dans « Des Knaben Wunderhorn ».
    - La clarinette en imitation du chant du coucou dans l'Introduction de la « Première Symphonie » dite « Titan », entre la 47e et la 50e mesure du premier mouvement (Wie ein Naturlaut) .

  - La Symphonie des jouets, chant du coucou et du rossignol grâce à deux appeaux, de Leopold Mozart.
  - Toccata sur le Chant du Coucou (1698) de Bernardo Pasquini Pasquini.
  - Le coucou au fond des bois du Carnaval des animaux de Camille Saint-Saëns, (Mouvement 9), deux pianos et clarinette [4]
  - Der Kuckuck, chorus a cappella de Johann Steffens (c1560 - 1616).
  - L'Emenfredito, mariage vocal de la poule et du coucou, dans l'aria de Marco Uccellini.
  - Le Coucou, concerto pour violon d'Antonio Vivaldi.
  - Le coucou, décrit par le violon, volant dans le vent, dans L'Eté des Quatre Saisons d'Antonio Vivaldi.
  - Kawa wa, ku ku! in : K. 50, lied (XVe siècle) d'Oswald von Wolkenstein.
- Cygne
  - Le Cygne, mélodie d'Edvard Grieg.
  - Schwanengesang (Le Chant du cygne), transcription pour piano de Franz Liszt.
  - Le Cygne, mélodie no 3 des Histoires naturelles de Maurice Ravel.
  - Le Cygne, le treizième mouvement du Carnaval des animaux de Camille Saint-Saëns.
  - Le Chant du cygne (Schwanengesang), cycle de lieder de Franz Schubert.
  - Chant du cygne (Schwanengesang), cycle de motets à double chœur sur les psaumes 100 et 119 avec Magnificat en allemand, SWV482 de Heinrich Schütz.
  - Le Cygne de Tuonela, seconde pièce de la Suite Lemminkäinen op. 22 de Jean Sibelius.
  - Le Lac des cygnes, ballet sur une musique de Piotr Ilitch Tchaïkovski.

## D
- Dauphin
  - Le Dauphin, sur un poème de Guillaume Apollinaire, pièce du recueil Le Bestiaire de Francis Poulenc.
- Dinde
  - Turkey Trot, divertimento pour orchestre extrait de West Side Story de Leonard Bernstein.
- Dindon
  - Des moutons et des dindons, duo dans la Mascotte d'Edmond Audran.
- Dromadaire
  - Le Dromadaire, sur un poème de Guillaume Apollinaire, pièce du recueil Le Bestiaire de Francis Poulenc.

## E
- Écrevisse
  - L'Écrevisse, sur un poème de Guillaume Apollinaire, pièce du recueil Le Bestiaire de Francis Poulenc.
- Écureuil
  - dans L'Enfant et les Sortilèges de Maurice Ravel.
- Éléphant
  - dans Le Carnaval des animaux de Camille Saint-Saëns

## F
- Fauves :
  - Gleichöffnet sich der Erde Schoss (Alors le sein de la terre s'ouvrit) : 
    - Les rugissements du lion ponctués par les trombones entre les mesures 7 et 10.
    - Les rugissements plus discrets et suivis de soubresauts du tigre avec les triolets de triples croches, mesure 16, récitatif dans la seconde partie (no 21) de l'oratorio La création de Joseph Haydn.
- Fauvette
  - Les Fauvettes plaintives, pièce pour clavecin no 4 du 14e ordre du 3e livre de François Couperin.

## G
- Grillon
  - Le Grillon, El grillo è buon cantore du III Libro delle Frottole (1505) de Josquin des Prés.
  - L'enfant muet, texte de F. Gattegno d'après F. Garcia-Lorca, musique de Francis Poulenc.
  - Le Grillon, mélodie no 2 des Histoires naturelles de Maurice Ravel.
- Grenouilles
  - Chœurs de grenouilles dans Platée, opéra de Jean-Philippe Rameau.
  - Les grenouilles et corbeaux en concert, ouverture Alster de Georg Philipp Telemann.
  - Concerto des grenouilles en La majeur Die Relinge pour violon, cordes & basse continue TWV 51 de Georg Philipp Telemann.

## H
- Hirondelle
  - Chant de l'hirondelle dans le « Second divertissement » du Père Amiot (XVIIIe siècle).
  - Les Hirondelles d'Autriche (Dorfschwalben aus Österreich), valse op. 164 de Josef Strauss.
- Hérisson
  - premier mouvement représentant un hérisson tentant de rejoindre son terrier du concertino de Leoš Janáček.

## I
- Insectes (Voir aussi dans l'ordre alphabétique : abeille, bourdon, cigale, grillon, libellule, mouche et moucheron, moustique, puce et punaise, papillon, sauterelle...)
  - Mikrokosmos ou 153 pièces pour piano de Béla Bartók.
  - Insect Pièces (guêpe, sauterelle) de Benjamin Britten.
  -  Les sept plaies d'Égypte (plaie des sauterelles, plaie des mouches et moucherons, bestioles)[Note 3] dans l'oratorio en trois parties Israël en Égypte, HWV 54 de Georg Friedrich Haendel.
  - Gleichöffnet sich der Erde Schoss (Alors le sein de la terre s'ouvrit), récitatif (Raphaël) 6, Le fourmillement des insectes, mesure 54 dans La Création, oratorio no 21 de Joseph Haydn.
  - Écouter Les Insectes, extrait du ballet La Reine verte (1963) de Pierre Henry.
  - Le petit monde de la forêt pour piano ou 7 pièces caractéristiques très faciles sur les cinq doigts : « Une sauterelle » / « La danse de mademoiselle cigale » / « La chenille » / « La fourmi » / « Le grillon » / « Le moustique » / « Le papillon » de Jean Hody.
  - La Petite Renarde rusée, opéra de Leoš Janáček.
  - Insektarium pour piano (Perce-oreille, tipule, libellule, mille-patte, mouche, vrillette, sauterelle, moustique…) de Rued Langgaard.
  - Le Festin de l'araignée (Araignées, mante religieuses, fourmis, bousiers, vers de fruit), ballet-pantomime d'Albert Roussel.

## L
- Libellule
  - Danse des Sauterelles et Libellules, dans l'acte I de Cendrillon de Sergueï Prokofiev.
  - La Libellule dans L'Enfant et les Sortilèges de Maurice Ravel.
- Linotte
  - La Linotte effarouchée, pièce pour clavecin no 3 du 14e ordre du 3e livre de François Couperin.
- Loup
  - Histoire de loups, opéra de Georges Aperghis.
  - Le Loup (1953), ballet d'Henri Dutilleux.
  - le loup, représenté par le cor dans Pierre et le Loup de Sergueï Prokofiev.
  - Le Concerto du loup de Vittorio Rieti, élève d'Ottorino Respighi.
- Loriot
  - Le Loriot dans le Catalogue d'oiseaux d'Olivier Messiaen.

## M
- Martinet
  - Wanda, action musicale, 2e tableau d'Émile Goué.
- Martin-pêcheur
  - Le Martin-pêcheur, mélodie no 4 des Histoires naturelles de Maurice Ravel.
- Merle
  - Le Merle noir, pièce pour flûte et piano (1952) d'Olivier Messiaen.
- Mouche
  - Écouter ce que la mouche raconte, pièce extraite des Mikrokosmos, livre VI, no 142, de Béla Bartók.
  - duo de la mouche Il m’a semblé sur mon épaule, Orphée aux Enfers (acte II, scène 5), opéra-bouffe de Jacques Offenbach.
- Moucheron
  - Le Moucheron, pièce pour clavecin no 8 du 6e ordre du 2e livre de François Couperin.
- Moustique
  - Szúnyogtánc (danse du moustique) dans 44 duos pour deux violons de Béla Bartók.
  - la Parade du moustique d'Alfredo Campoli.
  - Le Moustique dans La Petite Renarde rusée, opéra de Leoš Janáček.
  - Évocation de mouches, moustiques et guêpes dans L'Eté des Quatre Saisons, concertos pour violon d'Antonio Vivaldi.
- Mouton
  - Des moutons et des dindons, duo dans La Mascotte, opéra-comique d'Edmond Audran.
  - Sheep may safely Graze de la cantate 208 Was mir behagt, ist nur die muntre Jagd de Jean-Sébastien Bach en 1713.
  - All we like sheeps, chœur du Messie HWV 56, oratorio de Georg Friedrich Haendel.

## O
- Oie
  - L'oca del Cairo (L'Oie du Caire), opera buffa de Wolfgang Amadeus Mozart.
- Oiseau
  - Birds (oiseaux), trio pour piccolo, flûte et flûte alto d'Herman Beeftink (2016).
  - Scène au bord du ruisseau (Rossignol, loriot, mésange, rouge-gorge)[Note 4] dans l'adagio de la Symphonie pastorale de Ludwig van Beethoven.
  - Ein Vögelein fliegt über den Rhein (un petit oiseau vole au-dessus du Rhin) sur un texte de Christian Reinhold, lied no 2 du cycle Auf dem Schiffe, op. 97 de Johannes Brahms.
  - L'oiseau des bois pour flûte et 4 cors, op. 21 de Franz Doppler.
  - Uccellino chiuso, l'oiseau en cage, solo piccolo ou flûte traversière de la Suite orchestrale pour viole d'amour en G majeur GWV 466 de Christoph Graupner.
  - Petit oiseau, pièce lyrique du recueil Pièces lyriques no 4, d'Edvard Grieg.
  -  Sweet Bird , air extrait de « l'Allegro, il moderato ed il penseroso » de Georg Friedrich Haendel.
  - Augelletti Che Cantate, Oiseaux qui chantez de l'opéra Rinaldo de Georg Friedrich Haendel.
  - Quatuor à cordes l'Oiseau op. 33 no 3 de Joseph Haydn.
  - El Cant dels ocells (Le Chant des oiseaux), pour ensemble de violoncelles ou violoncelle et piano (réduction par le compositeur) de Pablo Casals.
  - Le Chant des oiseaux, chœur de Clément Janequin.
  - Ein Vögelein fliegt über den Rhein (un petit oiseau vole au-dessus du Rhin) sur un texte de Christian Reinhold, lied no 5 de Vögelein, op. 14 (Sechs deutsche Lieder) (1842) de Josephine Caroline Lang.
  - La Conférence des oiseaux d'après un conte persan de Farid al-Din Attar adapté par Jean-Claude Carrière, de Michaël Levinas.
  - Légende no 1 de Saint François d'Assise (prédication aux oiseaux), S175 de Franz Liszt.
  - Quelques œuvres d'Olivier Messiaen :
    - Catalogue d'oiseaux (Le Chocard des Alpes, Le Loriot, Le Merle bleu, Le Traquet stapazin, La Chouette hulotte, L'Alouette Lulu, La Rousserolle effarvatte, L'Alouette calandrelle, La Bouscarle, Le Merle de Roche, La Buse variable, Le Traquet rieur, Le Courlis cendré)
    - Oiseaux exotiques (le Mainate hindou, le Verdin à front d'or, le Troupiale de Baltimore, le Tétras cupidon des prairies, le Moqueur polyglotte, l'Oiseau-Chat, le Shama des Indes, le Garrulaxe à huppe blanche, le Merle migrateur, confié aux deux clarinettes, le Merle de Swainson, la Grive ermite, le Bulbul orphée et la Grive des bois)
    - Petites esquisses d'oiseaux (Le Rouge-gorge, Le Merle noir, Le Rouge-gorge, La Grive musicienne, Le Rouge-gorge, L'Alouette des champs)
    - Quatuor pour la fin du Temps (« l'Abîme des oiseaux »)
    - Réveil des oiseaux

  - Quel augellin che canta si dolcemente (quel oiseau chante si doucement), poème de Guarini, de Claudio Monteverdi.
  - La Symphonie des jouets : le chant du coucou et du rossignol , le chant du coucou et du rossignol, de Leopold Mozart (attribution incertaine).
  - Le Rappel des oiseaux de Jean-Philippe Rameau.
  - Concerto pour oiseaux et orchestr, dans Cantus Arcticus, op. 61, 1972 : oiseaux du cercle arctique, de Finlande, « cygnes migrateurs », Alouette hausse-col, courlis cendré et oiseaux imaginaires représentés par flûtes, clarinettes, hautbois, cors, bassons), du compositeur finnois Einojuhani Rautavaara.
  - Gli Uccelli (Les Oiseaux), suite pour petit orchestre d'Ottorino Respighi.
  - La Danse des oiseaux, de Nikolaï Rimski-Korsakov.
  - Oiseaux tendres, pièce pour flûte de Jean Rivier.
  - Die Vögel (les Oiseaux) sur un texte de Friedrich von Schlegel, lied D. 691 de Franz Schubert.
  - L'Oiseau de feu, d'Igor Stravinsky.
  - Quelques œuvres de Pauline Viardot :
    - Grands Oiseaux blancs, pièce pour soprano
    - Oiselet, pièce pour soprano

  - Murmures de la forêt dans l'opéra « Siegfried » comprend six thèmes d'oiseaux forestiers et il en utilisa d'autres dans Les Maîtres Chanteurs[5] de Richard Wagner.
  - Virelais médiévaux et renaissance[6].
- Oiseleur
  - Bird Fancyer’s delight (« Le Délice de l’Oiseleur ») pour flageolet et flûte (1717) : un recueil de plus de 40 airs pour apprendre à chanter aux oiseaux [7] de William Hill.
  - « Qui veut de beaux petits oiseaux », ariette d’une vendeuse d’oiseaux dans « Le Faux Scamandre » (Troisième recueil des « divertissements du nouveau théâtre italien », 1718), Air pour les oiseleurs (Vaudeville)[8] de Jean-Joseph Mouret.
  - Air de Papageno et flûte, dans La Flûte enchantée de Wolfgang Amadeus Mozart.
- Ours
  - Symphonie no 82 dite L’Ours, de Joseph Haydn.
  - The Bear, opéra d'après la comédie « L'Ours » d'Anton Tchekhov, de William Walton.

## P
- Paon
  - Le khuruj, première note (ut) chez les indous, représenterait le cri du paon.
  - Le Paon, mélodie no 1 des Histoires naturelles de Maurice Ravel.
  - La Pavane (danse et musique)[Note 5].
    - Pavane, op. 50 en fa dièse mineur, œuvre symphonique avec chœurs, de Gabriel Fauré.
    - Pavane pour une infante défunte, pièce pour piano de Maurice Ravel.

  - Les Paon, pièce de jazz de Jimmy Rowles.
  - Le Paon, op. 54 no 1 de Jean Sibelius pour une musique de scène destinée à la pièce de théâtre « Le Cygne blanc », d'August Strindberg[9].
- Papillon
  - Papillon de Louis de Caix d'Hervelois.
  - Les Papillons, sur un poème de Théophile Gautier, mélodie d'Ernest Chausson.
  - Les Papillons, pièce pour clavecin no 22 du 2e ordre du 1er livre de François Couperin.
  - Papillon, pièce pour piano et violoncelle, op. 78 de Gabriel Fauré.
  - Le Papillon et la fleur, mélodie sur un poème de Victor Hugo, op. 1 de Gabriel Fauré.
  - Papillon, pièce lyrique du recueil Pièces lyriques no 1, d'Edvard Grieg.
  - Papillons, suite de pièces pour piano de Robert Schumann.
- Pie
  - La Pie voleuse, opéra de Gioachino Rossini.
- Pigeon
  - Le Pigeon des bois, op. 110 d'Antonín Dvořák.
  - Les Deux Pigeons, musique de ballet d'André Messager.
  - Die Taubenpost (le Pigeon voyageur), sur un texte de Johann Gabriel Seidl, lied D. 965a de Franz Schubert.
  - Cucurrucucú paloma, chanson de huapango de Tomás Méndez.
- Pintade
  - La Pintade, mélodie no 5 des Histoires naturelles de Maurice Ravel.
- Piranga écarlate
  - Quatuor à cordes no 12 "Américain", d'Antonín Dvořák. Le 3e mouvement, molto vivace, est construit à partir du chant de cet oiseau que Dvořák avait entendu lors de son passage aux États-Unis.
- Poule
  - Symphonie no 83, dite La Poule, de Joseph Haydn.
  - Chichilichi? Cucurucu! à six voix de Roland de Lassus.
  - la Gallina, canzon de Tarquinio Merula, XVIe siècle.
  - Il est bel et bon, Cri de la poule, Co co co co co dac, Pierre Passereau.
  - La Poule, concert en sextuor no 6 de Jean-Philippe Rameau.
  - Aveva na gallina capelluta, d'Antonio Scandello, XVIe siècle.
  - L'Emenfredito, aria nona à 3, mariage vocal singulier de la poule et du coucou, de Marco Uccellini.
- Puce
  - Chanson de la Puce  sur un thème de Johann Wolfgang von Goethe, chantée par Méphistophélès dans La Damnation de Faust d'Hector Berlioz.
- Punaise
  - La Punaise (Клоп), pièce de Vladimir Maïakovski dont la musique de scène a été composée par Dmitri Chostakovitch.

## R
- Rainette
  - dans L'Enfant et les Sortilèges de Maurice Ravel.
- Ramier
  - Le Ramier, mélodie sur un poème de Silvestre, op. 87 no 2 de Gabriel Fauré.
- Renard
  - La Petite Renarde rusée, opéra de Leoš Janáček.
  - Renard, histoire burlesque d’Igor Stravinsky.
- Rossignol
  - The Cuckoo and the Nightingale et Sweet Nightingale, Anonyme, pièces élisabéthaines des XVIe – XVIIe siècle, pour luths[10].
  - Soloveï (Le Rossignol), romance composée sur un poème d'Anton Delvig d'Alexandre Aliabiev.
  - Symphonie pastorale de Ludwig van Beethoven : dans la coda du second mouvement sont individualisés trois oiseaux rossignol (flûte), la caille (hautbois) et le coucou (clarinette).
  - Le Rossignol, no  4 de Souvenir de la Russie de Johannes Brahms.
  - Rossignol de Louis de Caix d'Hervelois.
  - Quelques pièces pour clavecin du 14e ordre du 3e livre de François Couperin :
    - Le Rossignol en amour, pièce pour clavecin no 1.
    - Double du rossignol, pièce pour clavecin no 2.
    - Le Rossignol vainqueur, pièce pour clavecin no 5.

  - Le Rossignol, romance d'Edmond de Coussemaker (1828).
  - Le Rossignol anglais (Engels nachtegaeltje) : Jacob van Eyck (1590–1657) joua à la flûte à bec ces variations sur un air populaire intitulé retranscrites et publiées en 1646 dans « Der Fluyten Lusthof » (Jardin des plaisirs de la flûte).
  - Quejas o la Maja y el ruiseñor, mélodie extraite de Goyescas, composée par Enrique Granados.
  - Le Coucou et le Rossignol, concerto pour orgue et orchestre no 13 en fa Majeur de Georg Friedrich Haendel.
  - Le Chant du rossignol de Clément Janequin.
  - Va rossignol de Clément Janequin.
  - Le Rossignol de Saint-Malo, opéra de Paul Le Flem.
  - Le Rossignol, paraphrase de la romance d'Alexandre Aliabiev, , pièce de Franz Liszt.
  - La douce voiz du rossignol sauvage de Guillaume de Machaut.
  - Le Rossignol en amour, opéra de chambre de Georges Migot.
  - Le Rossignol d'Alessandro Poglietti qui a composé plusieurs œuvres sur ce thème
    - Ricercar per Il Rossignol
    - Sincopatione del Ricercar
    - Capriccio per Io Rossignol Sopra'l Ricercar
    - Aria bizarra del Rissignolo
    - Imitatione del medesimo Uccello

  - Le Rossignol dans L'Enfant et les Sortilèges de Maurice Ravel.
  - Quelques œuvres de Franz Schubert :
    - An die Nachtigall (Au rossignol), texte de Matthias Claudius, lied op. 98 no 1, D. 497.
    - An die Nachtigall (Au rossignol), texte de Johann Heinrich Voss d'après Ludwig Heinrich Christoph Hölty, lied op. posth. 172 no 3, D. 196.
    - Auf den Tod einer Nachtigall (Sur la mort du rossignol), texte de Ludwig Heinrich Christoph Hölty, lied D. 399.

  - Le Rossignol, mélodie de Piotr Ilitch Tchaïkovski.
  - Il gardellino, concerto no 3 en Ré Majeur RV 428 pour flûte d'Antonio Vivaldi.
  - Valse du Rossignol d'Émile Waldteufel.
  - The Nightingale, de Thomas Weelkes.

## S
- Sauterelle :
  - La Sauterelle en musique pour hautbois : seconde des deux Insect Pieces de Benjamin Britten.
  - La Sauterelle, sur un poème de Guillaume Apollinaire, pièce du recueil « Le Bestiaire » de Francis Poulenc.

## T
- Tourterelle
  - Plaintive tourterelle d'Ernest Britt (1911) deux chansons, harpe et violoncelle, no. 2, New-York, texte de Pierre-Jules-Théophile Gautier (1840), Émaux et Camées. Ce poème fit l'objet d'une vingtaine d'adaptations musicales [11].
  - Les Tourterelles, rondo de François d'Agincourt.
  - Que fais-tu, blanche tourterelle ?, aria no 12, Chanson Acte III, Scène 2 de Roméo et Juliette de Charles-François Gounod (sens métaphorique).
  - La tourterelle, op. 69 de Salomon Mazurette.
  - Les Tourterelles de Michel Pignolet de Montéclair.
  - Like as the doleful dove, air anglais a capella de Thomas Tallis.
  - dans L'Eté des Quatre Saisons.
- Truite
  - Die Forelle (La Truite) transcription pour piano S.564 de Franz Liszt.
  - La Truite, quintette en la majeur D. 667 de Franz Schubert.
  - Die Forelle (La Truite) sur un texte de Christian Friedrich Daniel Schubart, lied D. 550 de Franz Schubert.

## V
- Vache
  - Le ranz des vaches d'Appenzell, mélodie à deux voix de Giacomo Meyerbeer.

## Pour approfondir